# Sutton (New Hampshire)
Pour les articles homonymes, voir Sutton.
Sutton est une municipalité américaine située dans le comté de Merrimack au New Hampshire. Selon le recensement de 2010, sa population est de 1 837 habitants.

## Géographie
La municipalité s'étend sur 43,15 milles carrés (111,76 km2), dont 0,78 milles carrés (2,02 km2) d'étendues d'eau.

## Histoire
La localité est fondée en 1748 par des colons menés par Obadiah Parry. Elle est alors nommée Parrystown. Elle devient une municipalité en 1784, sous le nom de Sutton.